# Аладжа (порт)
Аладжа (туркм. Alaja port nokady) — портовый пункт в Туркменистане. Расположен на западе Туркменского залива, в восточной части полуострова Дервиш, к северу от мыса Аладжа, вблизи города Хазар.
Портовый пункт относится к Туркменбашинскому порту.

## История
Портовый пункт Аладжа был построен в 1972 году. В 2007 году в порту был проведён капитальный ремонт.

## Описание
Длина подходного канала порта составляет 5,2 км, ширина — 100 метров, а глубина — 6–7 м. Канал способен одновременно принимать 2 судна.
В порту имеется нефтеналивной и сухогрузный причалы. Длина нефтеналивного причала составляет 165 м, ширина — 15,25 м; длина сухогрузного причала — 80 м, а ширина 15,25 м.